# АЕС Арканзас
АЕС Арканзас — двоблокова атомна електростанція з водою під тиском, розташована на озері Дарданелли поблизу Расселвіля, штат Арканзас. Належить Entergy Arkansas і управляється Entergy Nuclear, це єдиний атомний енергетичний об’єкт в Арканзасі.

## Блоки

### Блок один
Перший енергоблок має генеруючу потужність 846 мегават і був запущений 21 травня 1974 року. Ліцензія діє до 20 травня 2034 року. Її ядерний реактор був поставлений компанією Babcock & Wilcox.

### Блок два
Другий блок має генеруючу потужність 930 мегават і був запущений 1 вересня 1978 року. Ліцензія діє до 18 липня 2038 р. Її ядерний реактор був поставлений компанією Combustion Engineering. Другий блок є єдиним, який використовує градирню; Блок один випускає тепло в озеро Дарданелли.

## Навколишнє населення
Комісія з ядерного регулювання визначає дві зони планування на випадок надзвичайних ситуацій навколо атомних електростанцій: зону впливу шлейфу радіусом 10 миль (16 км), пов’язане в першу чергу з впливом та вдиханням радіоактивного забруднення, що передається повітрям, і зоною ковтання приблизно 50 миль (80 км), пов’язаних насамперед із прийомом їжі та рідини, забрудненої радіоактивністю.
Населення США в радіусі 10 миль (16 км) Arkansas Nuclear склало 44 139 чол., що на 17,2 відсотка більше за десятиліття, згідно з аналізом даних перепису населення США для msnbc.com. У 2010 році населення США в радіусі 50 миль (80 км) склав 308 219 чол., збільшившись на 13,3 відсотка з 2000 року. Міста в межах 50 миль включають Russellville (6 миль до центру міста).

## Сейсмічний ризик
Відповідно до дослідження NRC, опублікованого в серпні 2010 року, оцінка Комісії з ядерного регулювання щорічного ризику землетрусу, достатнього для того, щоб спричинити пошкодження активної зони реактора Арканзаської атомної станції, становила 1 з 243 902.

## Інцидент у березні 2013 року

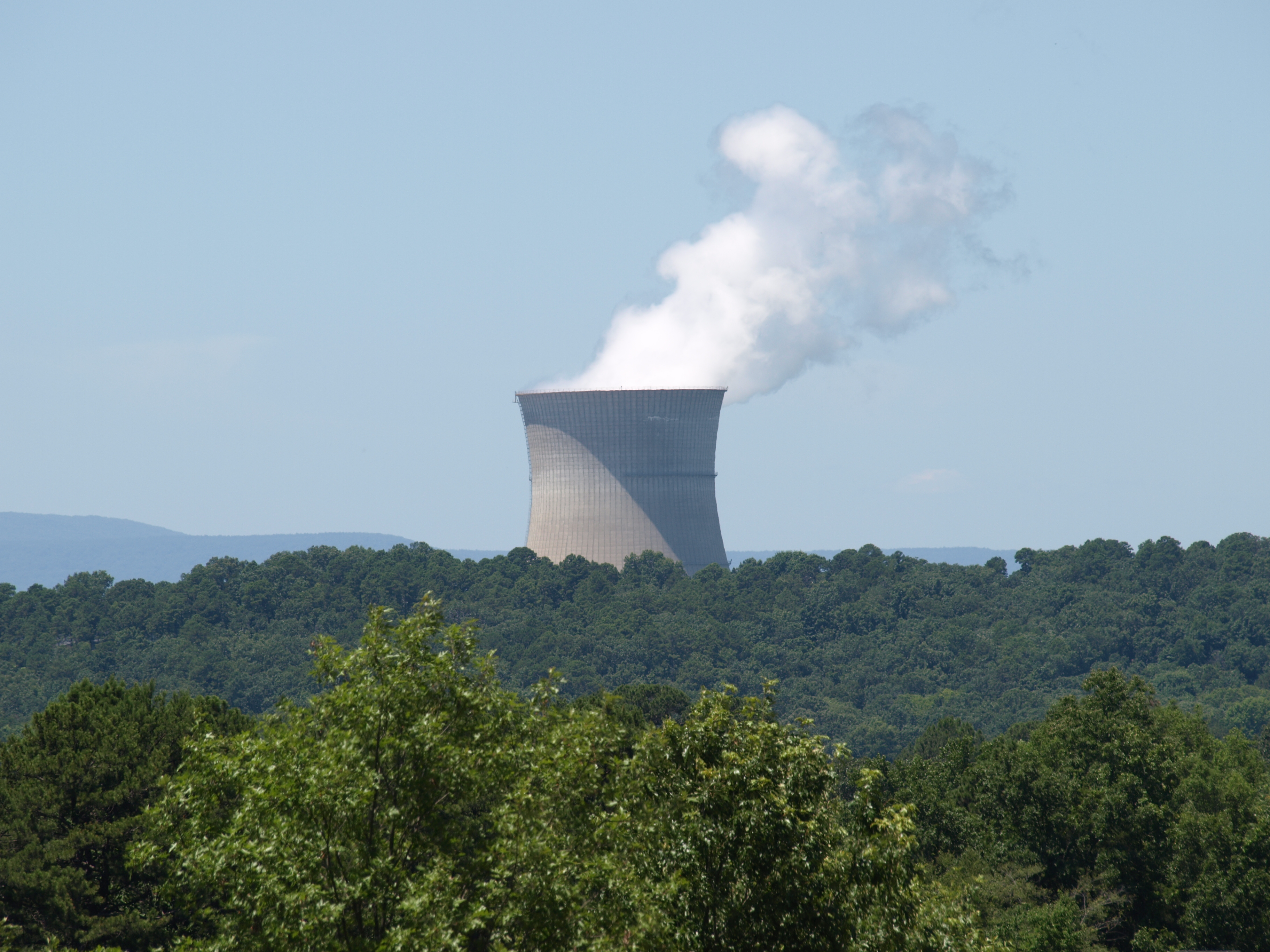
Градирня АЕС Арканзас

31 березня 2013 року сталася виробнича аварія на підприємстві, в результаті якої загинула одна людина і ще вісім працівників отримали травми, у тому числі четверо отримали серйозні травми. Аварія сталася "в нерадіаційній зоні, і ризику для здоров'я та безпеки населення не було". За словами Entergy, старий статор генератора Unit One впав під час операції з його заміни. Падаючий компонент розірвав водопровідну трубу, спричинивши проникнення води в розподільний пристрій станції, що призвело до зникнення живлення всього першого блоку та однієї лінії електричної системи другого блоку, яка на той момент була в мережі. Збій електрики спричинив автоматичне відключення другого енергоблоку. Аварійні генератори заводу запустили та відновили живлення аварійних систем обох блоків. Перший енергоблок був у стані перезаправки. Аварійні дизель-генератори, водяні насоси та живильна вода працювали після зникнення всього зовнішнього електропостачання на першому блоці, згідно з повідомленням про подію NRC. Станція була поміщена під «класифікацію незвичайних подій», що є найнижчим із чотирьох рівнів класифікації надзвичайних ситуацій для аномальних подій, призначених федеральною Комісією з ядерного регулювання, яка регулює американські цивільні ядерні установки. Один працівник заводу загинув, ще десяти поранених знадобилася медична допомога за межами підприємства. Компанія випустила офіційну заяву зі співчуттями. Компанія Entergy оголосила, що негайно розпочне ремонт другого блоку та сподівається, що блок відновить роботу протягом кількох тижнів. Entergy також визнав, що Unit One буде офлайн протягом тривалого часу, поки компанія досліджуватиме пошкодження та встановить графік ремонту.
Вартість ремонту оцінювалася в 95-120 мільйонів доларів, не враховуючи додаткових витрат на заміну втраченої електроенергії через реактори, які простояли протягом чотирьох місяців. Обидва блоки були відремонтовані та запущені 7 серпня 2013 року з можливістю повернення на повну потужність. Під час відновлення після інциденту спеціалізована інженерна компанія Lowther-Rolton допомогла у відновленні існуючого статора та провела «Технічний аудит» (також званий «переглядом третьої сторони») інженерних робіт для підйому та встановлення. нового статора для забезпечення безпеки експлуатації.

## Інцидент у грудні 2013 року
9 грудня 2013 року другий енергоблок було виведено з ладу через пожежу трансформатора на дільниці. Пожежу вдалося локалізувати без постраждалих та загрози життю.